# Micky Laverick
Michael George Laverick (sinh ngày 13 tháng 3 năm 1954) là một cựu cầu thủ bóng đá người Anh từng thi đấu cho Mansfield Town, Southend United, Huddersfield Town, York City và Boston United.